# Veit Stange
Veit Stange (* 8. Februar 2004 in Rostock) ist ein deutscher Fußballspieler. Der Mittelfeldspieler spielt seit 2024 bei Borussia Mönchengladbach.

## Leben

### Im Verein
Veit Stange durchlief ab Juli 2018 unterschiedliche Jugendmannschaften von Hertha BSC. Er wurde dabei im defensiven Mittelfeld, aber auch in der Innenverteidigung, eingesetzt. Vor seinem Wechsel zu Hertha BSC war er in der Jugend von Hansa Rostock aktiv. Er kam ab 1. Juli 2021 bei der U19-Auswahl von Hertha BSC in der Bundesliga Nord/Nordost zum Einsatz. Für diese absolvierte er 36 Ligaspiele (2021/22 und 2022/23 jeweils 18 Spiele) und konnte zwei Tore erzielen. Am 15. Mai 2022 gab er in der Saison 2021/22 gegen den FC Eilenburg in der Zweitvertretung des Vereins, Hertha BSC II, in der Regionalliga Nordost sein Debüt. In der 58. Minute wurde er eingewechselt. Es folgten in der Saison 2022/23 drei weitere Einsätze, zwei davon über die volle Spieldauer. Mit Hertha II nahm er in der Saison 2022/23 auch an der Gruppenphase des Premier League International Cups teil, wobei Hertha II in der Gruppenphase ausschied.
Beim Auswärtsspiel gegen den FC Bayern München, welches mit 0:2 verloren wurde, gab Stange, in der 83. Minute für Jean-Paul Boëtius eingewechselt, sein Bundesligadebüt. Am Saisonende stieg Hertha in die 2. Bundesliga ab. In der Hinrunde der Saison 2023/24 saß er bei fünf Zweitligaspielen ohne Einsatz auf der Bank. Zudem wurde er in der ersten Runde des DFB-Pokals als Einwechselspieler eingesetzt. Anschließend folgten keine Kadernominierungen mehr. Stange spielte stattdessen 21-mal in der Regionalliga Nordost.
Zur Saison 2024/25 wechselte Stange in die Regionalliga West zur zweiten Mannschaft von Borussia Mönchengladbach. Nach 31 Regionalligaeinsätzen saß er Anfang Mai 2025 unter Gerardo Seoane erstmals bei den Profis in der Bundesliga auf der Bank, wurde jedoch nicht eingewechselt.

### In der Nationalmannschaft
Im Freundschaftsspiel gegen Dänemark wurde er am 10. Mai 2023 in der deutschen U19-Nationalmannschaft für eine Halbzeit eingesetzt.

## Titel
- Meister der A-Junioren-Bundesliga Nord/Nordost: 2022, 2023